# Bobby Gimby

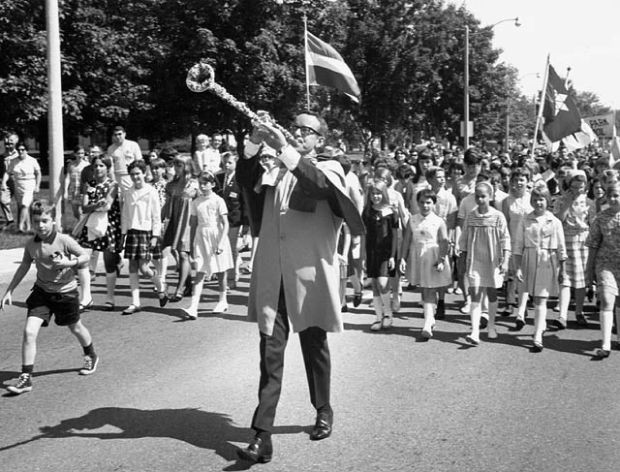
Bobby Gimby

Bobby Gimby (* 24. Oktober 1918 in Cabri, Saskatchewan; † 20. Juni 1998 in North Bay, Ontario) war ein kanadischer Bandleader, Trompeter und Songwriter.
Gimby spielte seit seiner Kindheit Trompete und trat mit verschiedenen Bands auf, bis er Mitte der 1940er Jahre in Toronto eine eigene Band gründete. Ab 1949 hatte er bei der CBC eine eigene Sendung, die Bobby Gimby Show. In den 1950er Jahren war er häufiger Gast der The Happy Gang und musikalischer Leiter der Fernsehshow Juliette. Zur Gründung der Malaysischen Föderation 1963 komponierte er Malaysia Forever, das zur inoffiziellen Hymne des Landes wurde. Seine Komposition Canada wurde zum populärsten Song der Einhundertjahrfeier Kanadas 1967. Für seinen Beitrag zur Einhundertjahrfeier wurde er als Offizier des Order of Canada ausgezeichnet.
1975 leitete Gimby die Musikshow Sing a Song bei CTV. 1987 gründete er die Bobby Gimby Productions. Mehrere Songs komponierte er mit dem Komiker Johnny Wayne, deren populärster, The Cricket Song, u. a. von Ray Bolger aufgenommen wurde.